# Cool Candys
Cool Candys var en orkester från Lidköping som bildades 1950 av trumslagaren Einar Svensson (1925–1972). Man spelade en jazzig dansmusik och schlager, men följde trendkänsligt utvecklingen och fick sitt stora genombrott med Thore Skogmans "Jämtgubben" helt omarrangerad till twist-låt 1962. Samma år kom "Muckartwist", som blev den då mest spelade låten bland värnpliktiga på marketenteriernas jukeboxar. Cool Candys tangerade under åren närmast därefter genren pop. Einar Svensson startade egna skivbolaget Anette, där också andra med tiden kända orkestrar som Leif Bloms från Växjö och Jan Öjlers från Limmared gjorde tidiga skivor.

## Historik
1962 bestod gruppen av förutom Svensson, Karl Arne Andersson (1923–1992) (klaviatur), Gunnar Wahlgren (1931–1992) (saxofon, vibrafon och trumpet), Carl-Ivar Ivarsson (1935–1996) (tenorsaxofon, barytonsaxofon och klarinett) och Göte Johansson (bas och sång), vilken ersattes av Sven-Erik Gissbol. Arne Nathansohn (gitarr) började 1964 och slutade 1976. Omkring 1970 utvecklades orkestern till ett dansband. Einar Svensson var fortfarande bandets producent och kapellmästare. Han hade stor del i att melodin "Göta Kanal" låg tre månader på Svensktoppen 1971. 
Från att i flera år ha gett ut LP-skivor, vilkas titel varit endera "Go'bitar" eller "Sound" med varierande siffra efter, ville man hösten 1976 visa förnyelse och kom då med albumet Full gas - med omslag där orkestermedlemmarna sitter på varsin tävlings-MC på Vetlanda speedway-arena. Här gjorde vokalisten Gissbol sin fina tolkning av Roy Orbisons "In Dreams" och i övrigt fanns material av Torgny Söderberg, Dave Bartholomew, Fats Domino, Sören Skarback, Bert Månson med flera. Skivan orkade precis in på Sveriges Radios "Kvällstoppen", baserad på butikernas försäljningssiffror, men Cool Candys framgångar hade kulminerat och man var klart distanserade av dansband som Vikingarna, Jigs, Schytts och Flamingokvintetten. På 1980-talet var det delvis nostalgi och "gamla meriter" som gjorde att man ändå var mycket väl bokade av folkparker etc. 
Cool Candys upphörde som orkester 1994, och samtliga originalmedlemmar är idag avlidna. Originalbasisten Sigge Hjelte avled redan 1953 och ersattes då av Göte Johansson. Bandnamnet köptes senare av en grupp musiker från Strömsund och drivs idag vidare med en ny uppsättning medlemmar, dock ingår sångaren och basisten Berndt Norrman som spelade med orkestern på 1970- och 80-talet. Orkestern har även haft Norrköping som ortsadress. 
I november 2014 gjorde den nya uppsättningen av Cool Candys sin första offentliga spelning i Strömsund, och deltog i Dansbandsveckan i Malung 2015.

## Hitlåtar i urval
- 1962 – Muckartwist
- 1962 – Jämtgubben
- 1970 – Vår enda sommar
- 1971 – Göta kanal (Einmal verliebt, immer verliebt)
- 1972 – Silvermåne över bergen

## Melodier på Svensktoppen
- Som varje liten pärla – 1968–1969
- Kyss mig ömt – 1969
- Leka med elden – 1970
- Vår enda sommar – 1970
- Tro på mej – 1971
- Göta kanal – 1971–1972
- Krylbo central – 1974
- Krama varann lite grann – 1974
- Hej då ha dé så bra – 1975
- Den kärlek du ger mig i dag – 1979

## Diskografi

### Album
- Twist Party – 1965
- En sång- och instrumental LP med Cool Candys – 1967
- Party Time – 1968
- Go'bitar 1 – 1970
- Sound 1 – 1970
- Go'bitar 2 – 1971
- Go'bitar 3 – 1972
- Sound 2 – 1973
- Go'bitar 4 – 1973
- Cool Candys – 1974
- Go'bitar 5 – 1974
- Sound 3 – 1975
- Go'bitar 6 – 1975
- Full Gas – 1976
- Go'bitar 7 – 1977
- Hallå där (Go'bitar 8) – 1978
- Go'bitar -84 – 1984
- Jubileums-LP – 1985
- Go'bitar 90 – 1990

### Fotnoter
1. ↑  Uno Myggan Ericsson (redaktör): Myggans nöjeslexikon band 3, sid 224. Bra Böcker, Höganäs 1989. ISBN 91-7752-255-9
2. ↑  Göran Sellgren: "Popvärlden: Cool Candys - slitstark västgötapop", Tidningen Rekord nr 26, 1965. Cirkelförlaget, Göteborg 1965. Läst 6 augusti 2018.
3. ↑  Grammofonskiva, format LP: Cool Candys "Full gas", Anette ALP 224, musikkassett AK 224, inspelad: Tal & Ton Studio, Göteborg 1976.
4. ↑  "Cool Candys gör comeback" P4 Jämtland 14 november 2014
5. ↑  "Cool Candys gör comeback!" Arkiverad 17 december 2014 hämtat från the Wayback Machine. på dansbandssidan.com
6. ↑  Dansbandsveckan 2015 - program på dansbandsveckan.se